# Liste der Bodendenkmäler in Diedorf
Auf dieser Seite sind die Bodendenkmäler in dem schwäbischen Markt Diedorf zusammengestellt. Diese Tabelle ist eine Teilliste der Liste der Bodendenkmäler in Bayern. Grundlage ist die Bayerische Denkmalliste, die auf Basis des Bayerischen Denkmalschutzgesetzes vom 1. Oktober 1973 erstmals erstellt wurde und seither durch das Bayerische Landesamt für Denkmalpflege geführt wird. Die folgenden Angaben ersetzen nicht die rechtsverbindliche Auskunft der Denkmalschutzbehörde.

## Bodendenkmäler in Diedorf
| Lage       | Objekt                                                                                    | Akten-Nr.     | Bild |
| ---------- | ----------------------------------------------------------------------------------------- | ------------- | ---- |
| (Standort) | Trichtergruben vor- und frühgeschichtlicher Zeitstellung.                                 | D-7-7630-0007 |      |
| (Standort) | Burgstall des Mittelalters sowie mittelalterliche und frühneuzeitliche Befunde            | D-7-7630-0031 |      |
| (Standort) | Burgstall des Mittelalters sowie mittelalterliche und frühneuzeitliche Befunde            | D-7-7630-0046 |      |
| (Standort) | Eisenverhüttungsplatz vor- und frühgeschichtlicher Zeitstellung.                          | D-7-7630-0049 |      |
| (Standort) | Gräber des Mittelalters.                                                                  | D-7-7630-0054 |      |
| (Standort) | Siedlung vor- und frühgeschichtlicher Zeitstellung.                                       | D-7-7630-0057 |      |
| (Standort) | Wüstgefallene Siedlung mittelalterlicher oder frühneuzeitlicher Zeitstellung.             | D-7-7630-0060 |      |
| (Standort) | Trichtergruben vor- und frühgeschichtlicher Zeitstellung.                                 | D-7-7630-0091 |      |
| (Standort) | Siedlung des Endneolithikums oder der frühen Bronzezeit.                                  | D-7-7630-0093 |      |
| (Standort) | Wallgrabenanlage vor- und frühgeschichtlicher Zeitstellung.                               | D-7-7630-0112 |      |
| (Standort) | Mittelalterliche und frühneuzeitliche Befunde im Bereich der Kath. Pfarrkirche            | D-7-7630-0115 |      |
| (Standort) | Mittelalterliche und frühneuzeitliche Befunde im Bereich der Kath. Pfarrkirche            | D-7-7630-0119 |      |
| (Standort) | Mittelalterliche und frühneuzeitliche Befunde im Bereich der Kath. Pfarrkirche St. Martin | D-7-7630-0120 |      |